# Reddit
Reddit is een Amerikaanse sociale nieuwswebsite. Advance Magazine Publishers Inc. heeft hierin een meerderheidsbelang.
De naam "Reddit", is een woordspeling op de Engelse zin "read it", wat "gelezen" betekent. Vaak wordt naar de gebruikers van de site verwezen als "redditors". Er zijn sinds 2019 ongeveer 430 miljoen Reddit-gebruikers.
Reddit laat geregistreerde gebruikers  toe om zelf berichten toe te voegen in de vorm van een link, een foto of video of een eigen tekst en op deze berichten te reageren. Hierbij is het mogelijk om volledig anoniem te blijven. Met behulp van upvote- en downvoteknoppen kunnen gebruikers oordelen over berichten en reacties om de zichtbaarheid ervan te verhogen of te verlagen. Elke redditor heeft een individuele reputatiescore, karma. Gebaseerd op het boeddhistische karma houdt dit systeem de 'goede daden' van iedere gebruiker bij en berekent een ratio tussen alle up- en downvotes. Ze hebben ook de mogelijkheid zich in te schrijven op individuele categorieën, subreddits, die gecreëerd zijn rondom specifieke interesses en onderwerpen.

## Kenmerken
Reddit is een website die bestaat uit netwerken van community's, genaamd subreddits, die gecreëerd zijn rondom specifieke interesses en onderwerpen. In die subreddits kunnen gebruikers posts plaatsen, die kunnen bestaan uit foto's, video's, gifs, links, tekst en polls. Op die posts kunnen gebruikers commentaren achterlaten. Gebruikers kunnen de posts "upvoten" of "downvoten", respectievelijk positieve en negatieve stemmen, wat de zichtbaarheid van de post bepaalt.
Elke subreddit wordt gemodereerd door een team van moderators, die ongepaste posts kunnen aanpassen of verwijderen. Gebruikers kunnen zich abonneren op specifieke subreddits, die dan in hun feed verschijnen. Een algoritme bepaalt, op basis van een aantal factoren zoals de tijd sinds het posten, de ratio tussen de positieve en negatieve stemmen en het totaal aantal stemmen, welke posts verschijnen in de persoonlijke feeds van mensen en op r/popular en r/all. Deze laatste twee zijn subreddits die bestaan uit een automatische selectie van de populairste posts doorheen alle subreddits.
Gebruikers kunnen verder ook "karma" verdienen voor hun posts en commentaren, een status die hun contributies aan Reddit weergeeft en voornamelijk gelinkt is aan het aantal upvotes en downvotes op posts van de gebruiker.

## Geschiedenis
Het idee en de oorspronkelijke ontwikkeling van Reddit begon in 2005 met twee kamergenoten, Steve Huffman en Alexis Ohanian, die toen aan de Universiteit van Virginia studeerden. Huffman en Ohanian woonden tijdens hun paasvakantie van dat jaar een lezing door programmeur-ondernemer Paul Graham in Boston bij. Na met Huffman en Ohanian gepraat te hebben na de lezing, nodigde Graham beiden uit om te solliciteren voor zijn startupincubator Y Combinator. Hun originele idee, My Mobile Menu, bleek onsuccesvol. Het zou gebruikers hebben toegestaan voedsel te bestellen via sms.
Tijdens een brainstormsessie voor een andere startup, is het idee bedacht voor wat Graham de "voorpagina van het internet" noemde. Voor dit idee werden Huffman en Ohanian geaccepteerd in Y Combinators eerste klasse. Dankzij de financiering van Y Combinator kon Huffman de site in Common Lisp programmeren en konden Ohanian en hij de site in juni 2005 lanceren.
Christopher Slowe kwam in november 2005 bij het team. Tussen november 2005 en januari 2006 fuseerde Reddit met Infogami, Aaron Swartz' bedrijf. Hierdoor werd Aaron Swartz gelijke eigenaar van het resulterende moederbedrijf, Not A Bug. Op 31 oktober 2006 verkochten Huffman en Ohanian Reddit aan Condé Nast Publications, voor 10 à 20 miljoen dollar. Hierdoor verhuisde het team naar San Francisco. In november 2006 klaagde Swartz in een blog over de nieuwe bedrijfsomgeving en gaf hij kritiek op het productiviteitsniveau ervan. In januari 2007 is Swartz ontslagen om onbekende redenen.
Op 31 oktober 2006 werd de site gekocht door uitgeverij Condé Nast. Reddit werd hierbij omgedoopt tot Reddit Inc.
Huffman en Ohanian verlieten Reddit in 2009. Huffman werd co-oprichter van Hipmunk met Adam Goldstein, en zou later Ohanian en Slowe voor zijn nieuwe bedrijf rekruteren. Na het vertrek van Ohanian en Huffman speelde Erik Martin, die zich bij het bedrijf als community manager in 2008 voegde en later algemeen manager zou worden in 2011, een belangrijke rol in de groei van Reddit.
In 2009 lanceerde Reddit twee verschillende manieren van adverteren op de website, gesponsorde content en een advertentieplatform. In juli 2010 werd ook het Reddit Gold-programma gelanceerd, dat nieuwe functies bood aan editors en voor het bedrijf een nieuwe inkomstenbron creëerde die niet steunde op reclamebanners.
Op 6 september 2011 werd Reddit een aparte dochteronderneming van Condé Nasts moederbedrijf, Advance Publications. Yishan Wong werd bestuursvoorzitter (CEO) van Reddit in 2012. Hij nam ontslag in 2014 na onenigheden over zijn voorstel om de bureaus van het bedrijf van San Francisco naar Daly City te verhuizen, maar ook de stressvolle en vermoeiende aard van de positie. Tijdens zijn bestuur groeide het aantal gebruikers van 35 miljoen tot 174 miljoen. Wong haalde ook 50 miljoen dollar aan financiering binnen en het bedrijf onafhankelijk te maken. Gedurende deze tijd begon Reddit ook de digitale munteenheid Bitcoin voor haar Reddit Gold-abonnement te accepteren, in partnerschap met Coinbase in februari 2013.

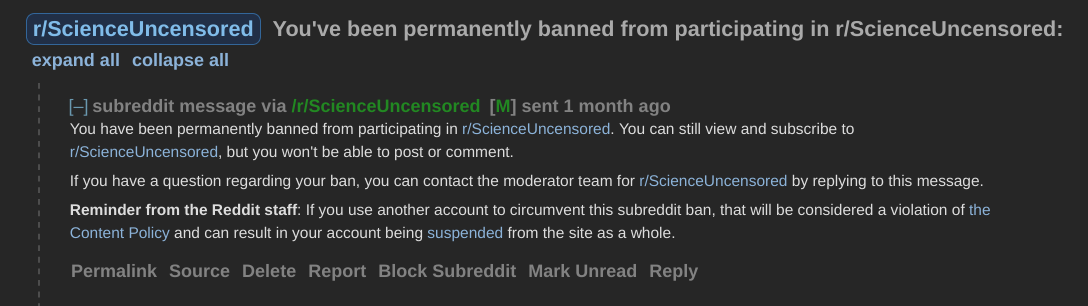
Melding voor verbannen (subreddit) gebruikers

Ellen Pao verving Wong als interim-CEO in 2014 en nam ontslag in 2015 te midden van een oproer onder de gebruikers door het ontslag van een populaire werknemer bij Reddit. Tijdens haar bestuur initieerde Reddit een anti-intimidatiebeleid, verbood ongewilde seksualisering en heeft het verschillende subreddits verbannen die focusten op onverdraagzame content of intimidatie van personen.
Na het bedrijf voor vijf jaar verlaten te hebben, keerden Ohanian en Huffman terug naar leidinggevende posities bij Reddit: Ohanian werd de bestuursvoorzitter in november 2014, terwijl Pao's vertrek op 10 juli 2015 leidde tot Huffmans terugkeer als CEO. Hij lanceerde Reddits iOS- en Android-apps, fixte Reddits mobiele website en creëerde A/B-testinfrastructuur.
Een groot herontwerp van Reddit volgde in april 2018. Er kwamen nieuwe technologische verbeteringen, zoals de mogelijkheid voor gebruikers om posts, commentaren en privéberichten te verbergen. Verder kwamen er nieuwe richtlijnen voor content, om berichten te verbieden die opriepen tot geweld of met een aanstootgevende inhoud.
Slowe, de eerste werknemer van het bedrijf keerde terug naar Reddit in 2017 als technisch directeur. Reddits tot dan toe grootste financieringsronde kwam in 2017, toen het bedrijf 200 miljoen dollar verzamelde en gewaardeerd werd op 1,8 miljard dollar. De financiering ondersteunde het herontwerp en inspanningen om video naar de site te brengen.
Op 5 juni 2020 nam Ohanian ontslag als lid van de raad van bestuur als antwoord op de George Floyd-protesten en vroeg vervangen te worden door een zwarte kandidaat.
In januari 2021 deed Reddit van zich spreken doordat zijn gebruikers grootschalig shortposities van hedgefondsen succesvol aanvielen.
In 2021 was Reddit ongeveer 10 miljard dollar waard. In dit zelfde jaar besloot het bedrijf naar de beurs te gaan, maar dat werd uiteindelijk pas in maart 2024 gerealiseerd.

## Platformverval
Volgens internetcriticus Cory Doctorow lijdt het platform, net als andere online-platformen en sociale media zoals Amazon, Facebook, Google Zoeken, Twitter, Bandcamp, Uber en Unity, aan "platformverval" (platform decay, beter bekend onder de Engelse schuttingterm enshittification): het afnemende gebruikersnut van een online omgeving veroorzaakt door hebzucht.
Het bedrijf kondigde in 2023 aan om voortaan een financiële vergoeding te gaan vragen voor toegang tot haar API's, een onderdeel waarmee programmeurs informatie van de website kunnen uitlezen. Deze beslissing kwam er doordat bedrijven die taalmodellen ontwikkelen voor gebruik in AI-chatbots, zoals ChatGPT en Gemini, op grote schaal en geheel kosteloos content via de API verzamelden om daarmee hun taalmodellen te trainen.
De invoering van betaalde API-toegang had invloed op de vele gratis externe apps. Doordat enorm populaire externe apps zoals 'Apollo' voor iOS en 'RiF is fun' voor Android dagelijks honderden miljoenen verzoeken verstuurden naar Reddit's API, werd al snel duidelijk dat het voor de ontwikkelaars van deze apps financieel onhaalbaar zou zijn om de kosten te dekken. Zo gaf de ontwikkelaar van 'Apollo' te kennen dat de kosten voor hem al snel zouden oplopen tot $ 1,7 miljoen per maand. Bijgevolg zagen de ontwikkelaars van externe apps zichzelf uiteindelijk gedwongen om de apps offline te halen.
Gebruikers waren aanvankelijk gedwongen om alleen nog de officiële apps van Reddit te gebruiken, wat meer omzet voor het bedrijf betekende. Echter werd al snel aangekondigd dat Reddit een uitzondering zou maken voor externe niet-commerciële apps die in hoofdzaak gericht zijn op toegankelijkheid. Onder andere Android-app 'RedReader' kreeg zo'n dergelijke uitzondering toegekend.